# Ångur

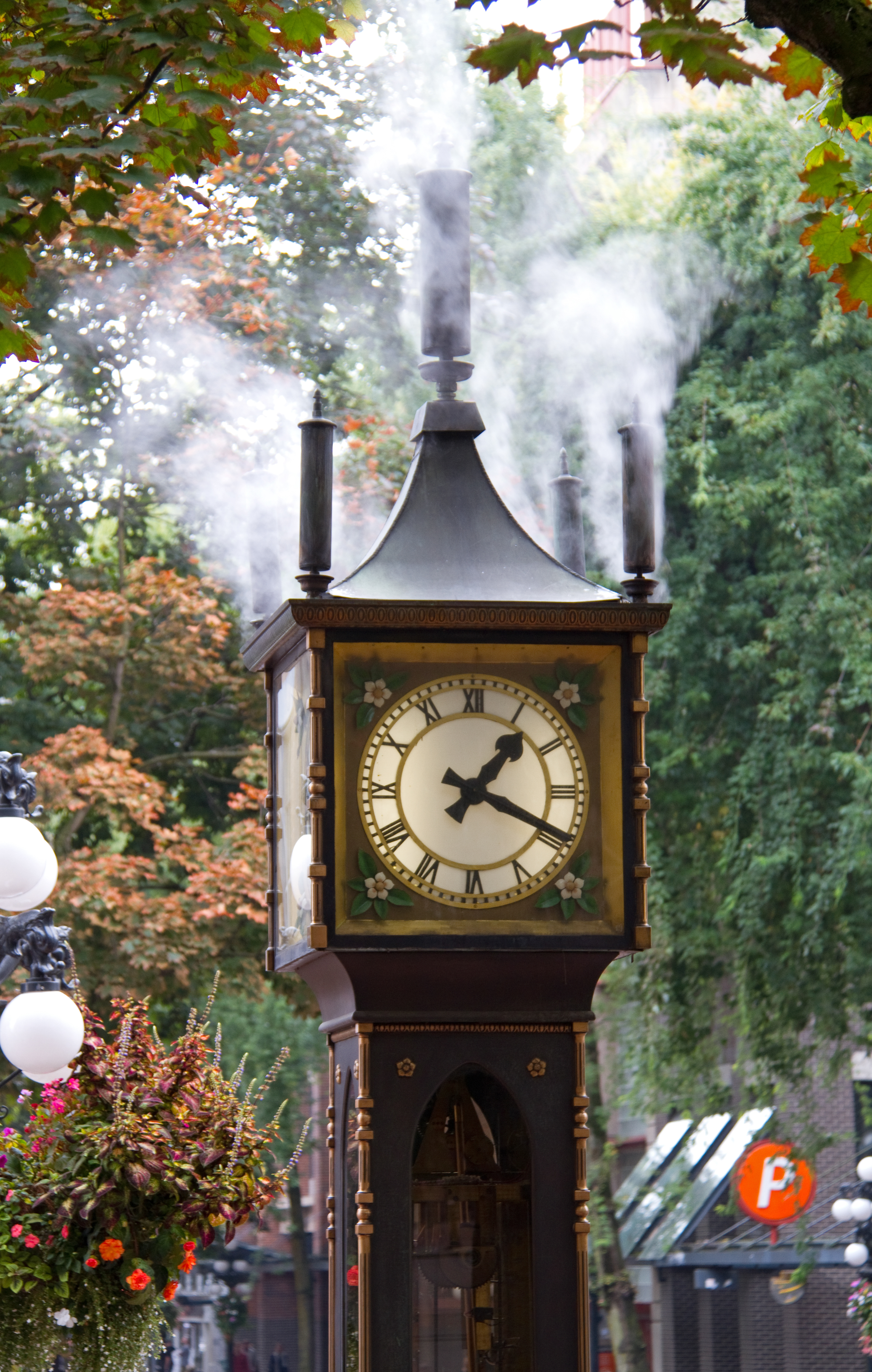
Ånguret i Vancouver.

Ett ångur är ett ur som helt eller drivs med hjälp av ånga. Världens första ångur konstruerades av den kanadensiska urmakaren Raymond Saunders år 1977 och placerades i stadsdelen Gastown i centrala Vancouver i Kanada. Pendeluret drivs av ett paternosterverk med kulor som ursprungligen cirkulerades av en ångmaskin med ånga från fjärrvärmenätet. Ångmaskinen finns kvar, men idag drivs den av en elmotor.
Uret är försett med fem ångvisslor. Den största spelar varje timme och de mindre spelar var sin del av melodin Westminster Quarters, känd från Big Ben i London, varje kvart. 
Saunders har konstruerat ångur till flera städer i British Columbia  i Kanada, Otaru i Japan och Indianapolis i USA. Ångur av annan tillverkning finns i Saint Helier på ön Jersey och på Chelsea Farmers' Market i London.
Vancouvers ångur är avbildat på skivomslaget till rockbandet  Nickelbacks album Here and Now.